# Le Brethon
Pour l'ancienne députée et maire de Caen, voir Brigitte Le Brethon.
Pour les articles ayant des titres homophones, voir Lebreton et Le Breton.
Le Brethon est une commune française, située dans le département de l'Allier en région Auvergne-Rhône-Alpes.

## Géographie
Le Brethon se trouve au sud de la forêt de Tronçais. La forêt occupe l'ouest et le nord-ouest du territoire de la commune.

### Climat
Pour des articles plus généraux, voir Climat d'Auvergne-Rhône-Alpes et Climat de l'Allier.
En 2010, le climat de la commune est de type climat océanique dégradé des plaines du Centre et du Nord, selon une étude du CNRS s'appuyant sur une série de données couvrant la période 1971-2000. En 2020, Météo-France publie une typologie des climats de la France métropolitaine dans laquelle la commune est exposée à un climat océanique altéré et est dans la région climatique Ouest et nord-ouest du Massif Central, caractérisée par une pluviométrie annuelle de 900 à 1 500 mm, maximale en automne et en hiver.
Pour la période 1971-2000, la température annuelle moyenne est de 11 °C, avec une amplitude thermique annuelle de 15,7 °C. Le cumul annuel moyen de précipitations est de 810 mm, avec 10,8 jours de précipitations en janvier et 7,4 jours en juillet. Pour la période 1991-2020, la température moyenne annuelle observée sur la station météorologique de Météo-France la plus proche, sur la commune d'Isle-et-Bardais à 14 km à vol d'oiseau, est de 11,8 °C et le cumul annuel moyen de précipitations est de 777,6 mm,. Pour l'avenir, les paramètres climatiques de la commune estimés pour 2050 selon différents scénarios d'émission de gaz à effet de serre sont consultables sur un site dédié publié par Météo-France en novembre 2022.

## Urbanisme

### Typologie
Au 1er janvier 2024, Le Brethon est catégorisée commune rurale à habitat très dispersé, selon la nouvelle grille communale de densité à 7 niveaux définie par l'Insee en 2022.
Elle est située hors unité urbaine et hors attraction des villes,.

### Occupation des sols

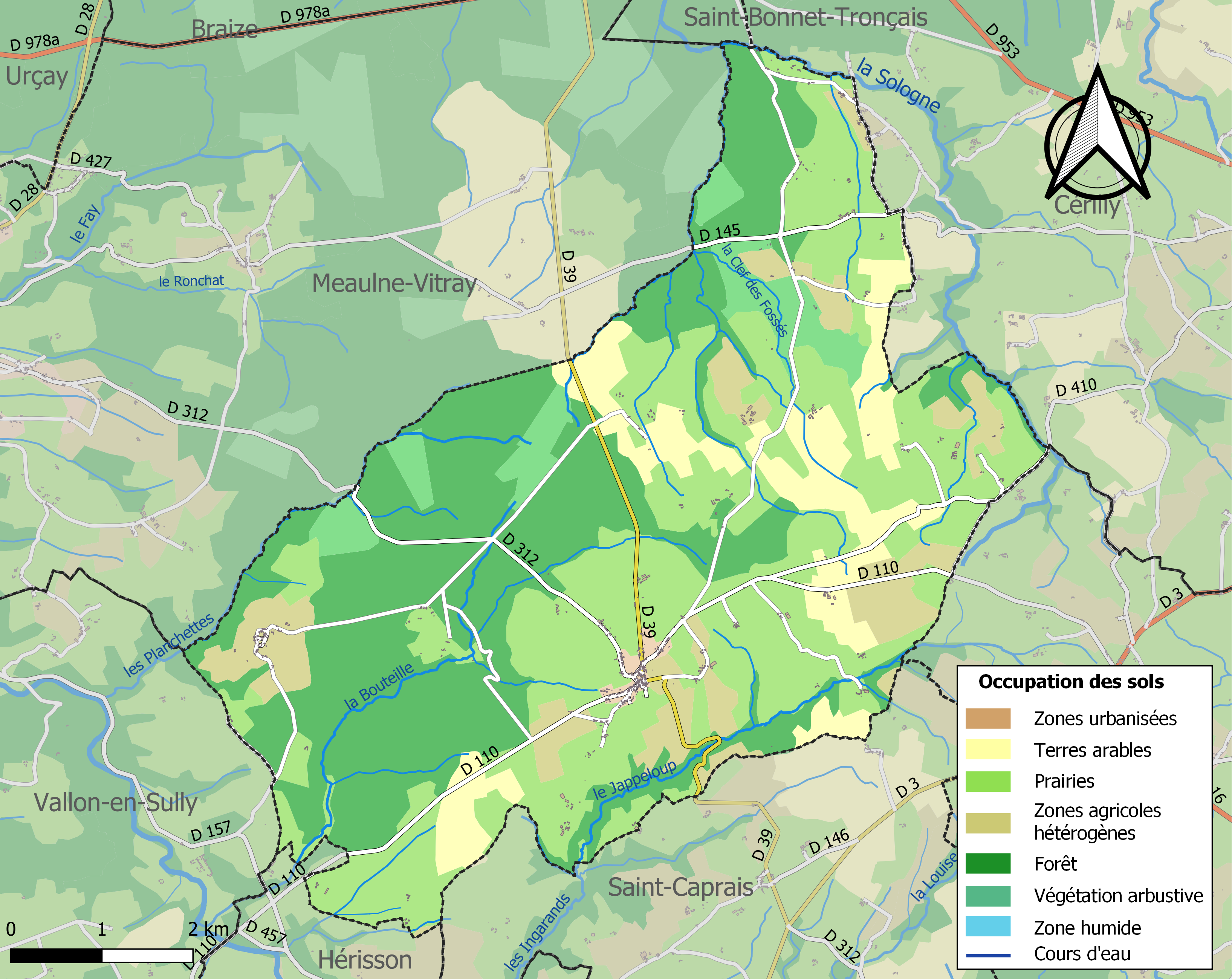
Carte des infrastructures et de l'occupation des sols de la commune en 2018 (CLC).

L'occupation des sols de la commune, telle qu'elle ressort de la base de données européenne d’occupation biophysique des sols Corine Land Cover (CLC), est marquée par l'importance des territoires agricoles (57,3 % en 2018), une proportion sensiblement équivalente à celle de 1990 (57,4 %). La répartition détaillée en 2018 est la suivante : prairies (37,9 %), forêts (36,9 %), terres arables (10,1 %), zones agricoles hétérogènes (9,3 %), milieux à végétation arbustive et/ou herbacée (5,2 %), zones urbanisées (0,6 %).
L'IGN met par ailleurs à disposition un outil en ligne permettant de comparer l’évolution dans le temps de l’occupation des sols de la commune (ou de territoires à des échelles différentes). Plusieurs époques sont accessibles sous forme de cartes ou photos aériennes : la carte de Cassini (XVIIIe siècle), la carte d'état-major (1820-1866) et la période actuelle (1950 à aujourd'hui).

## Histoire
A la fin du XIIe siècle, les chevaliers du Temple édifièrent dans la motte du château du Brethon une église a une seule nef et un couvent, mais ceux-ci souffrirent des invasions des Anglais.

## Politique et administration

### Rattachements administratifs et électoraux
Rattachements administratifs
La commune se trouve  dans l'arrondissement de Montluçon du département de l'Allier.
Elle faisait partie depuis 1801 du canton de Hérisson. Dans le cadre du redécoupage cantonal de 2014 en France, cette circonscription administrative territoriale a disparu, et le canton n'est plus qu'une circonscription électorale.
Rattachements électoraux
Pour les élections départementales, la commune fait partie depuis 2014 du canton d'Huriel
Pour l'élection des députés, elle fait partie de la deuxième circonscription de l'Allier.

### Intercommunalité
Le Brethon est membre de la communauté de communes du Pays de Tronçais, un établissement public de coopération intercommunale (EPCI) à fiscalité propre créé fin 1999 et auquel la commune a transféré un certain nombre de ses compétences, dans les conditions déterminées par le code général des collectivités territoriales.

### Liste des maires
| Période                                  | Période                       | Identité                      | Étiquette | Qualité                                                                                     |
| ---------------------------------------- | ----------------------------- | ----------------------------- | --------- | ------------------------------------------------------------------------------------------- |
| Les données manquantes sont à compléter. |                               |                               |           |                                                                                             |
| 1945                                     |                               | Louis Couillebeau (1897-1953) | PCF       | Ouvrier agricole puis artisan sabotier                                                      |
| Les données manquantes sont à compléter. |                               |                               |           |                                                                                             |
| mars 2001                                | mars 2008                     | Jean Pasquier                 | DVG       |                                                                                             |
| mars 2008                                | En cours (au 2 décembre 2020) | Olivier Laraize               | DVG       | Cadre Vice-président de la CC du Pays de Tronçais (2020 → ) Réélu pour le mandat 2020-2026, |

## Population et société

### Démographie
Les habitants de la commune sont appelés les Brethonnois.
L'évolution du nombre d'habitants est connue à travers les recensements de la population effectués dans la commune depuis 1793. Pour les communes de moins de 10 000 habitants, une enquête de recensement portant sur toute la population est réalisée tous les cinq ans, les populations de référence des années intermédiaires étant quant à elles estimées par interpolation ou extrapolation. Pour la commune, le premier recensement exhaustif entrant dans le cadre du nouveau dispositif a été réalisé en 2006.

En 2022, la commune comptait 324 habitants, en évolution de −0,92 % par rapport à 2016 (Allier : −1,38 %, France hors Mayotte : +2,11 %).
| 1793 | 1800 | 1806 | 1821  | 1831  | 1836  | 1841 | 1846  | 1851  |
| ---- | ---- | ---- | ----- | ----- | ----- | ---- | ----- | ----- |
| 974  | 702  | 851  | 1 051 | 1 032 | 1 053 | 951  | 1 130 | 1 180 |

| 1856  | 1861  | 1866  | 1872  | 1876  | 1881  | 1886  | 1891  | 1896  |
| ----- | ----- | ----- | ----- | ----- | ----- | ----- | ----- | ----- |
| 1 114 | 1 190 | 1 205 | 1 253 | 1 311 | 1 296 | 1 321 | 1 317 | 1 278 |

| 1901  | 1906  | 1911  | 1921 | 1926 | 1931 | 1936 | 1946 | 1954 |
| ----- | ----- | ----- | ---- | ---- | ---- | ---- | ---- | ---- |
| 1 203 | 1 128 | 1 077 | 942  | 900  | 822  | 775  | 684  | 710  |

| 1962 | 1968 | 1975 | 1982 | 1990 | 1999 | 2006 | 2011 | 2016 |
| ---- | ---- | ---- | ---- | ---- | ---- | ---- | ---- | ---- |
| 731  | 582  | 545  | 481  | 395  | 352  | 340  | 345  | 327  |

| 2021 | 2022 | - | - | - | - | - | - | - |
| ---- | ---- | - | - | - | - | - | - | - |
| 322  | 324  | - | - | - | - | - | - | - |

## Culture locale et patrimoine

### Lieux et monuments
- Église Saint-Pierre, du XIIIe siècle.
- Chapelle de la Bouteille (Sainte-Marie-Madeleine ou Saint-Mayeul) des XIe et XIIe siècles. Cette chapelle était depuis 1933 la propriété de la Société d'émulation du Bourbonnais. Elle avait obtenu le prix Émile-Mâle pour sa restauration en 1989. Ne pouvant plus faire face à l'entretien des lieux, elle l'a cédée en 2014 pour un euro symbolique à la commune du Brethon.
- Étang de Saloup, au nord de la commune.
- Menhir christianisé.
- Chêne de la Résistance, arbre remarquable dans la forêt de Tronçais.
- Château du Montais, du XVe siècle.

### Personnalités liées à la commune
- Colette Vivier (1898-1979), auteure de littérature pour la jeunesse, possédait une maison au village de La Bouteille, en forêt de Tronçais, où elle venait régulièrement.
- Jean-Charles Varennes (1915-1995), né au Brethon, instituteur, écrivain régionaliste, historien, critique.
- Dominique Bethe (naissance en 1955 ) Le plus grand forestier que la Forêt de Tronçais a connu , spécialisé dans reproduction du chêne . Auteur du Livre "Les BIches et moi" et " Le Gland c'est moi[pertinence contestée]

### Héraldique
| Blason de Le Brethon | Blason  | Écartelé : au 1er d'azur à la croix de calvaire perronnée de huit pièces d'argent, au 2e d'or à la feuille de chêne de sinople posée en barre, au 3e d'or au fléau et à la scie de sable passés en sautoir, au 4e d'azur à l'épée haute d'or. |
| Blason de Le Brethon | Détails | Le statut officiel du blason reste à déterminer. |